# المدرسة الوطنية للمهندسين بالمنستير
المدرسة الوطنية للمهندسين بالمنستير هي إحدى المؤسسات العليا التابعة لجامعة المنستير، وقد نشأت بمقتضى قرار رقم 87-64 المؤرخ في 13 نوفمبر 1987 وانطلق بها تكوين المهندسين منذ ذلك التاريخ، كما شهدت سنة 1995 انبعاث التأهيل الجامعي لإسناد شهائد المرحلة الثالثة بالمدرسة.

شعار المدرسة الوطنية للمهندسين بالمنستير

## أرقام
طبقا لأرقام السنة الدراسية 2007-2008 يدرس بالمدرسة 1580 من بينهم 574 طالبة.

## الأقسام
تضم المدرسة الوطنية للمهندسين بالمنستير الأقسام التالية:
- هندسة الطاقة
- هندسة الكهرباء
- هندسة النسيج
- هندسة الميكانيك

## وصلة خارجية
- موقع المدرسة الوطنية للمهندسين بالمنستير.
- المدرسة الوطنية للمهندسين بالمنستير على موقع وزارة التعليم العالي والبحث العلمي والتكنولوجيا.